# Северское сельское поселение
Северское сельское поселение — муниципальное образование в составе Северского района Краснодарского края России.
В рамках административно-территориального устройства Краснодарского края ему соответствует Северский сельский округ.
Административный центр — станица Северская.

## География
Северское сельское поселение находится в центре Северского района. Граничит на северо-западе с Львовским сельским поселением, на северо-востоке с Афипским городским поселением, на юго-востоке со Смоленским сельским поселением, на юге с Азовским сельским поселением, на западе с Ильским городским поселением, на северо-западе — с Львовским сельским поселением.

## История
Северский сельсовет находился в составе Северского района со дня его образования в 1924 году. С 1963 по 1966 годы, когда Северский район был временно упразднён, сельсовет входил в состав Крымского района. С восстановлением Северского района в 1966 году — вновь в его составе. В 1993 году преобразован в сельский округ. В 2004 году на территории сельского округа создано муниципальное образование Северское сельское поселение. Границы сельского поселения установлены Законом Краснодарского края от 29 декабря 2008 г. № 1677-КЗ.

## Население
| 2010    | 2012    | 2013    | 2014    | 2015    | 2016    | 2017    |
| ------- | ------- | ------- | ------- | ------- | ------- | ------- |
| 25 280  | ↗25 622 | ↘25 580 | ↗25 795 | ↗25 976 | ↗26 241 | ↗26 424 |
| 2018    | 2019    | 2020    | 2021    | 2023    |         |         |
| ↗26 647 | ↗26 892 | ↗27 263 | ↗27 432 | ↘27 341 |         |         |

## Населённые пункты
В состав сельского поселения (сельского округа) входят 9 населённых пунктов:
| № | Населённый пункт | Тип населённого пункта | Население (чел.) |
| - | ---------------- | ---------------------- | ---------------- |
| 1 | 8 Марта          | посёлок                | ↘48              |
| 2 | Бондаренко       | хутор                  | ↗48              |
| 3 | Бончковский      | хутор                  | ↗58              |
| 4 | Воликов          | хутор                  | ↘16              |
| 5 | Науменков        | хутор                  | ↗39              |
| 6 | Новоалексеевский | хутор                  | ↘5               |
| 7 | Предгорный       | посёлок                | ↘42              |
| 8 | Свободный        | хутор                  | ↗157             |
| 9 | Северская        | станица                | ↗26 973          |